# Campeonato de Suecia de Ciclismo en Ruta
Los Campeonatos de Suecia de Ciclismo en Ruta se organizan anualmente desde el año 1987 para determinar el campeón ciclista de Suecia de cada año. El título se otorga al vencedor de una única carrera. El vencedor obtiene el derecho a portar un maillot con los colores de la bandera sueca hasta el Campeonato de Noruega del año siguiente.
En 1987 y 1988 fue un campeonato común con Noruega y Dinamarca. 

## Palmarés

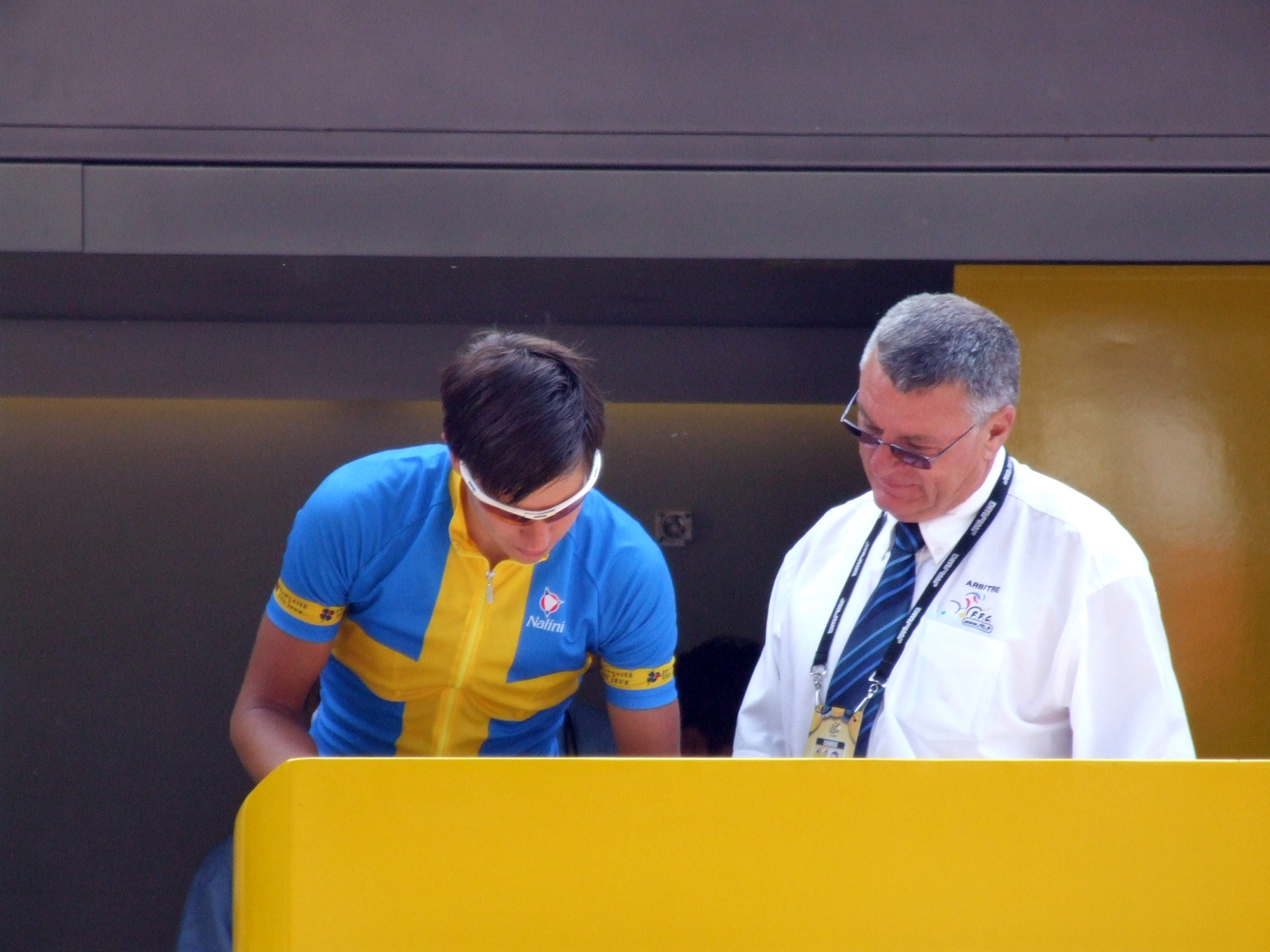
Thomas Lövkvist, vestido con el maillot de campeón de Suecia en el Tour de Francia 2006

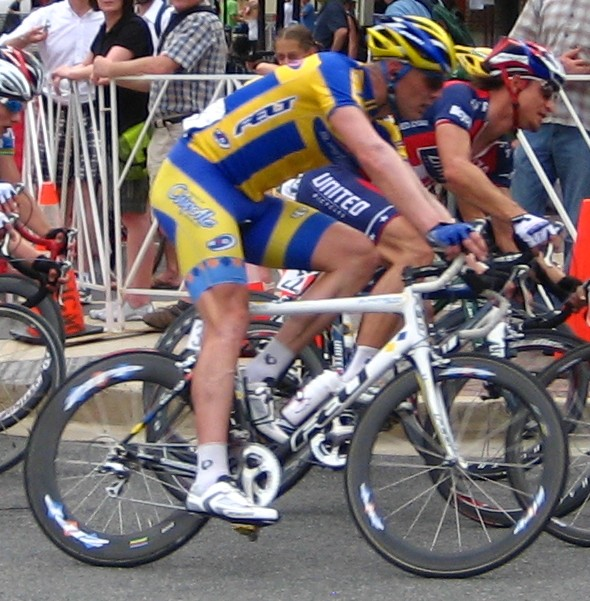
Magnus Bäckstedt, campeón en 2007

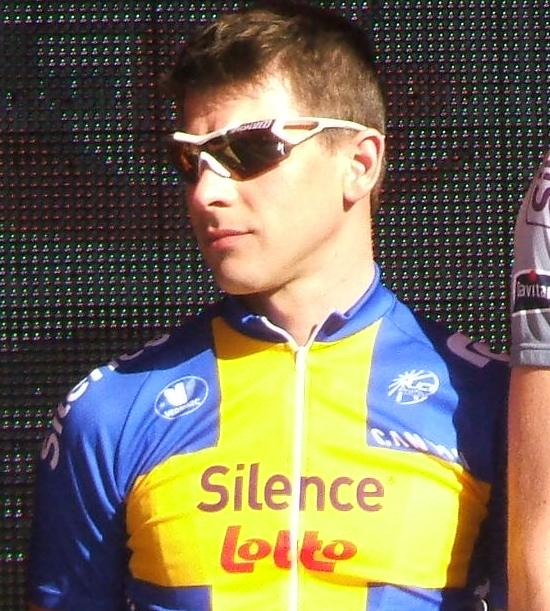
Jonas Ljungblad, vestido con el maillot de campeón de Suecia conseguido en 2008

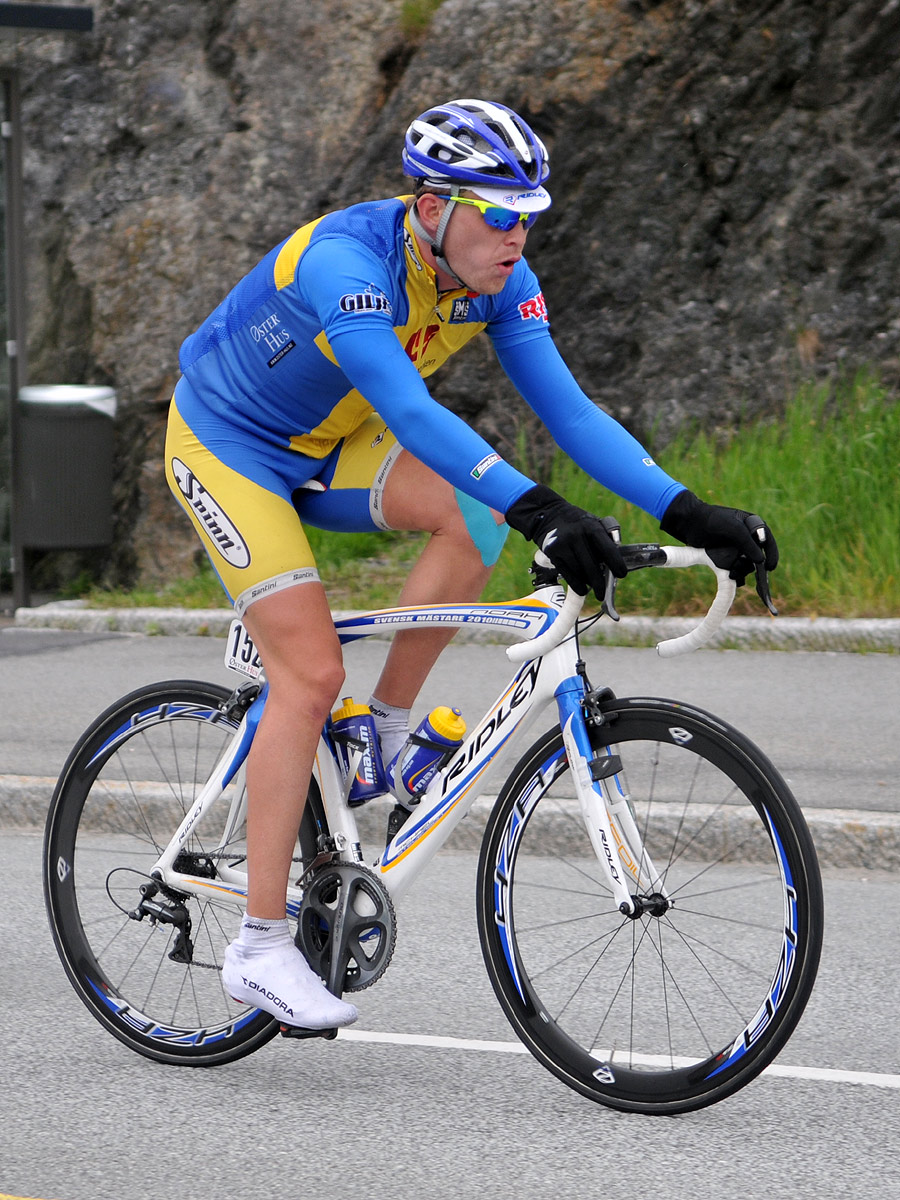
Michael Stevenson,Campeón de Suecia en 2009

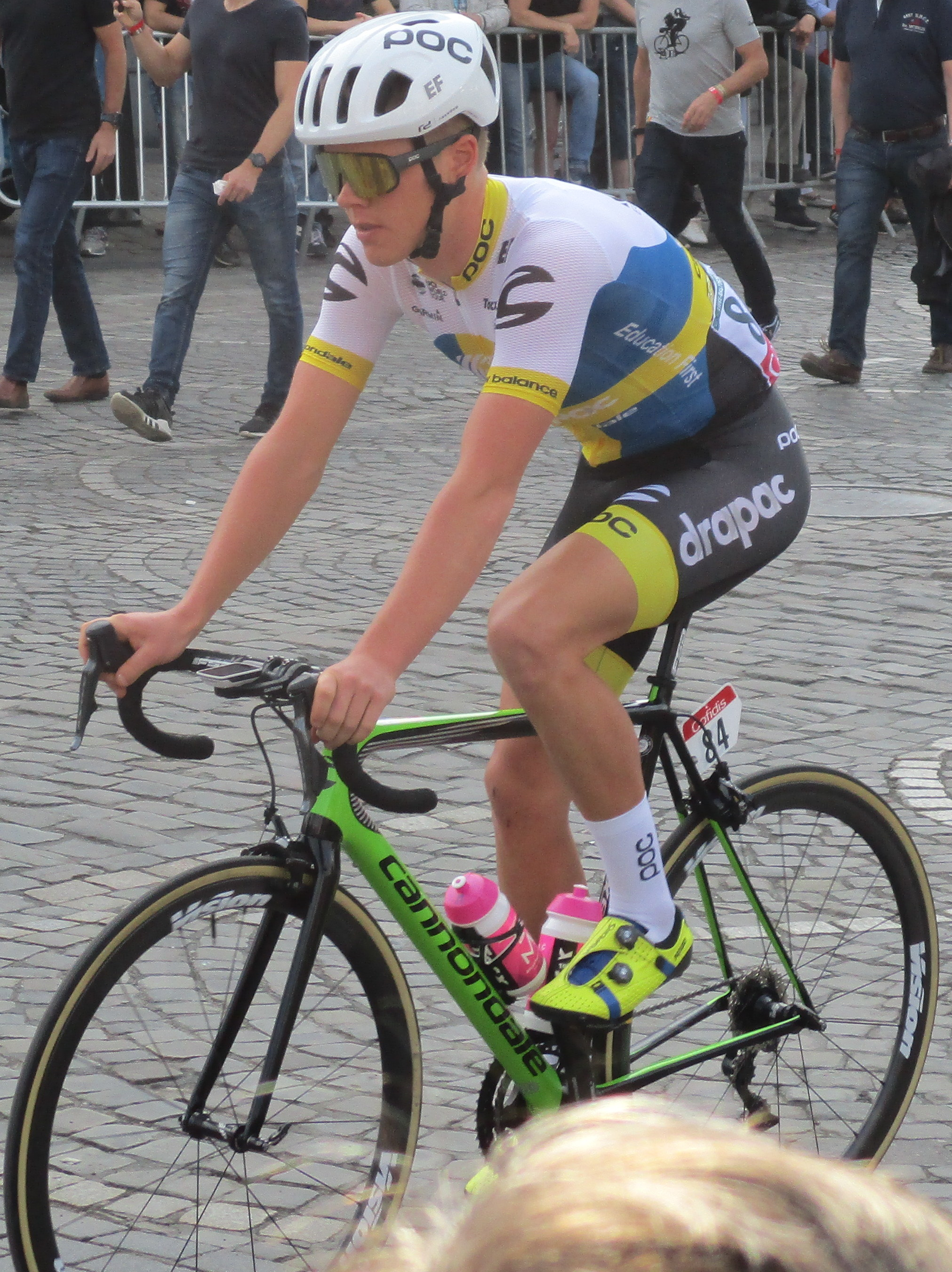
Kim Magnusson,Campeón de Suecia en 2017

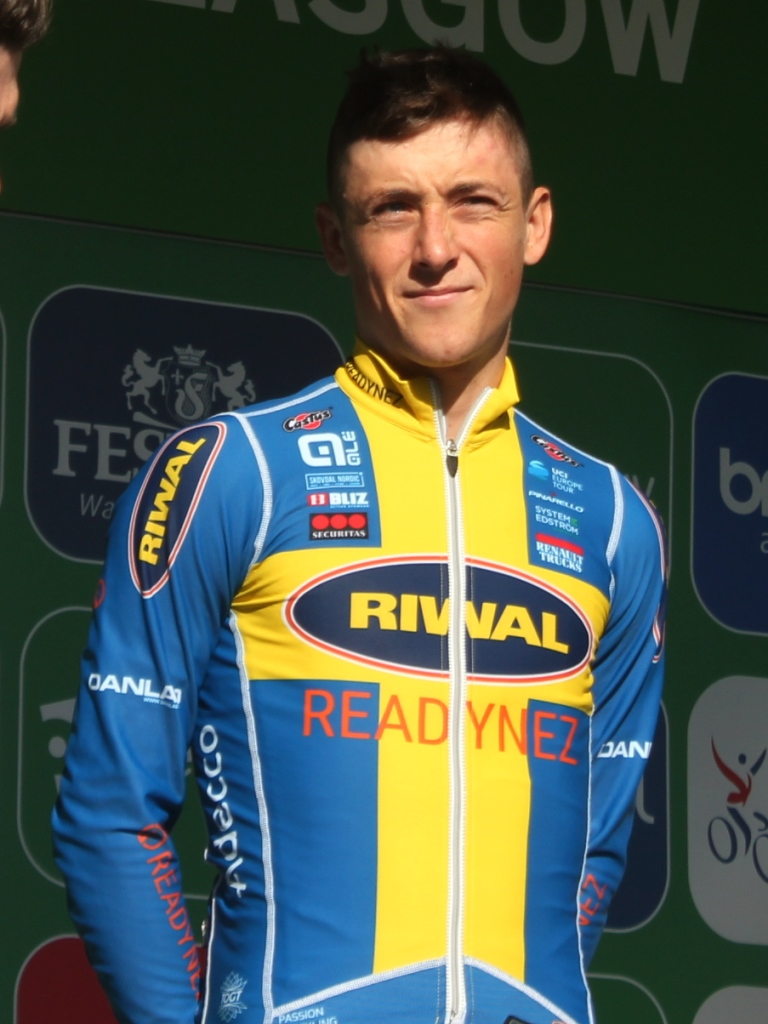
Lucas Eriksson,Campeón de Suecia en 2019

| Año  | Ganador                  | Segundo              | Tercero              |
| 1930 | Berndt Carlsson          | -                    | -                    |
| 1931 | Arne Berg                | -                    | -                    |
| 1932 | Gösta Björklund          | -                    | -                    |
| 1933 | Bernhard Britz           | -                    | -                    |
| 1934 | Berndt Carlsson          | -                    | -                    |
| 1935 | Rudolf Gustavsson        | -                    | -                    |
| 1936 | Ingvar Ericsson          | -                    | -                    |
| 1937 | Martin Lundin            | -                    | -                    |
| 1938 | Sven Johansson           | -                    | -                    |
| 1939 | Ingvar Ericsson          | -                    | -                    |
| 1940 | Ingvar Ericsson          | -                    | -                    |
| 1941 | Sven Johansson           | -                    | -                    |
| 1942 | Sture Andersson          | -                    | -                    |
| 1943 | Harry Snell              | -                    | -                    |
| 1944 | Harry Snell              | Sture Andersson      | Olle Wickholm        |
| 1945 | Harry Jansson            | Harry Snell          | Sture Andersson      |
| 1946 | Nils Johansson           | Harry Snell          | Olle Wänlund         |
| 1947 | Sigge Larsson            | Harry Snell          | Sven Johansson       |
| 1948 | Harry Snell              | Sven Johansson       | Nils Johansson       |
| 1949 | Bengt Fröbom             | Nils Johansson       | Yngve Lundh          |
| 1950 | Harry Snell              | Sven Johansson       | Olle Wänlund         |
| 1951 | Stig Mårtensson          | Harry Snell          | Lars Nordwall        |
| 1952 | Stig Mårtensson          | Evert Lindgren       | Lars Nordwall        |
| 1953 | Axel Öhgren              | Yngve Lundh          | Sven Körberg         |
| 1954 | Lars Carlén              | Lars Nordwall        | Owe Nordqvist        |
| 1955 | Karl Johansson           | Lars Nordwall        | Sven Körberg         |
| 1956 | Roland Ströhm            | -                    | Lars Nordwall        |
| 1957 | Uno Borgengârd           | Karl-Ivar Andersson  | Karl Johansson       |
| 1958 | Gunnar Göransson         | Karl-Ivar Andersson  | Sven-Uno Stensson    |
| 1959 | Owe Adamsson             | Nils Körberg         | Bo Johansson         |
| 1960 | Owe Adamsson             | Karl Johansson       | Gunnar Göransson     |
| 1961 | Owe Adamsson             | Sune Hansson         | Göte Sundell         |
| 1962 | Owe Adamsson             | Gösta Pettersson     | Paul Munther         |
| 1963 | Einar Björklund          | Jupp Ripfel          | Lennart Emanuelsson  |
| 1964 | Sven Hamrin              | Jupp Ripfel          | Gösta Pettersson     |
| 1965 | Jupp Ripfel              | Sture Pettersson     | Steve Tell           |
| 1966 | Jupp Ripfel              | Sune Wennlöf         | Einar Björklund      |
| 1967 | Erik Pettersson          | Jupp Ripfel          | Sune Wennlöf         |
| 1968 | Curt Söderlund           | Gösta Pettersson     | Krister Persson      |
| 1969 | Gösta Pettersson         | Jan-Åke Ek           | Curt Söderlund       |
| 1970 | Jupp Ripfel              | Sune Wennlöf         | Krister Persson      |
| 1971 | Jupp Ripfel              | Sune Wennlöf         | Leif Hansson         |
| 1972 | Sven-Åke Nilsson         | Ronnie Carlsson      | Bernt Johansson      |
| 1973 | Curt Söderlund           | Sven-Åke Nilsson     | Anders Gåvertsson    |
| 1974 | Bernt Johansson          | Leif Hansson         | Sven-Åke Nilsson     |
| 1975 | Roine Grönlund           | Ronnie Carlsson      | Alf Segersäll        |
| 1976 | Tommy Prim               | Lennart Fagerlund    | Leif Hansson         |
| 1977 | Alf Segersäll            | Bengt Nilsson        | Tord Filipsson       |
| 1978 | Thomas Eriksson          | Håkan Larsson        | Bernt Scheler        |
| 1979 | Lennart Fagerlund        | Lars Eriksson        | Bernt Scheler        |
| 1980 | Bengt Asplund            | Roy Almquist         | Bernt Scheler        |
| 1981 | Thomas Eriksson          | Peter Jonsson        | Peter Weberg         |
| 1982 | Mårten Rosén             | Per Christiansson    | Anders Johansson     |
| 1983 | Göran Barkfors           | Patrick Serra        | Thomas Eriksson      |
| 1984 | Kjell Nilsson            | Anders Johansson     | Bengt Asplund        |
| 1985 | Per Christiansson        | Peter Jonsson        | Lars Wahlqvist       |
| 1986 | Lars Wahlqvist           | Torbjörn Wallén      | Anders Adamsson      |
| 1987 | Björn Johansson          | Michel Lafis         | Kjell Hedman         |
| 1988 | Anders Jarl              | Michel Lafis         | Per Moberg           |
| 1989 | Bengt Ring               | Allen Andersson      | Lars Wahlqvist       |
| 1990 | Anders Eklundh           | Michel Lafis         | Jan Karlsson         |
| 1991 | Niklas Kindåker          | Patrick Serra        | Stefan Andersson     |
| 1992 | Anders Eklundh           | Per Strååt           | Per-Anders Johansson |
| 1993 | Klas Johansson           | Michael Andersson    | Dan Kullgren         |
| 1994 | Michael Andersson        | Stefan Andersson     | Daniel Sjöberg       |
| 1995 | Glenn Magnusson          | Daniel Sjöberg       | Michel Lafis         |
| 1996 | Marcus Ljungqvist        | Michel Lafis         | Henrik Sparr         |
| 1997 | Michel Lafis             | Glenn Magnusson      | Johan Frederiksson   |
| 1998 | Martin Rittsel           | Michel Lafis         | Michael Andersson    |
| 1999 | Henrik Sparr             | Martin Rittsel       | Niklas Axelsson      |
| 2000 | Stefan Adamsson          | Magnus Bäckstedt     | Michel Lafis         |
| 2001 | Marcus Ljungqvist        | Niklas Axelsson      | Tobias Lergard       |
| 2002 | Stefan Adamsson          | Martin Rittsel       | Jonas Olsson         |
| 2003 | Jonas Holmkvist          | Magnus Bäckstedt     | Thomas Lövkvist      |
| 2004 | Petter Renäng            | Marcus Ljungqvist    | Christofer Stevenson |
| 2005 | Jonas Ljungblad          | Christofer Stevenson | Stefan Adamsson      |
| 2006 | Thomas Lövkvist          | Christofer Stevenson | Lucas Persson        |
| 2007 | Magnus Bäckstedt         | Johan Landström      | Gustav Larsson       |
| 2008 | Jonas Ljungblad          | Niklas Axelsson      | Thomas Lövkvist      |
| 2009 | Marcus Ljungqvist        | Fredrik Ericsson     | Patrik Moren         |
| 2010 | Michael Stevenson        | Gustav Larsson       | Michael Olsson       |
| 2011 | Philip Lindau            | Alexander Gingsjö    | Marcus Johansson     |
| 2012 | Christofer Stevenson     | Lars Andersson       | Fredrik Kessiakoff   |
| 2013 | Michael Olsson           | Petter Persson       | Hakan Nilsson        |
| 2014 | Michael Olsson           | Alexander Wetterhall | Marcus Karlsson      |
| 2015 | Alexander Gingsjö        | Richard Larsen       | Tobias Ludvigsson    |
| 2016 | Richard Larsen           | Niklas Gustavsson    | Ludwig Bengtsson     |
| 2017 | Kim Magnusson            | Richard Larsen       | Alexander Wetterhall |
| 2018 | Lucas Eriksson           | Tobias Ludvigsson    | Gustav Höög          |
| 2019 | Lucas Eriksson           | Tobias Ludvigsson    | Erik Bergström Frisk |
| 2020 | Kim Magnusson            | Jacob Eriksson       | Lucas Eriksson       |
| 2021 | Victor Hillerström Rundh | Richard Larsen       | Lucas Eriksson       |
| 2022 | Lucas Eriksson           | Tobias Ludvigsson    | Jacob Eriksson       |
| 2023 | Lucas Eriksson           | Hugo Forssell        | Edvin Lovidius       |
| 2024 | Jacob Eriksson           | Joel Rydergren       | Gabriel Sandør       |
| 2025 | Hugo Forssell            | Lucas Eriksson       | Ville Merlöv         |